# 10975 Schelderode
10975 Schelderode è un asteroide della fascia principale. Scoperto nel 1973, presenta un'orbita caratterizzata da un semiasse maggiore pari a 2,7083513 UA e da un'eccentricità di 0,2039997, inclinata di 3,72669° rispetto all'eclittica.